# John Charles Varrall
John Charles Varrall, également connu sous le nom de J. C. Varall (ca. 1795 — 1855), est un graveur britannique.

## Biographie
John Charles Varrall naît vers 1795 à Plymouth et est actif entre 1815 et 1850.
Varrall est graveur de petits ex-libris, et graveur de reproduction de paysages et de vues architecturales. Il est notamment employé pour graver les œuvres de Thomas Allom, William Henry Bartlett, Henry Gastineau, John Preston Neale (en) et d'autres, et a participé à l'illustration de nombreux ouvrages, notamment avec des gravures en couleurs.
Lors des recensements de 1841 et 1851, il vit avec son épouse et sa fille à Pratt Street, dans le quartier de St Pancras, à Londres. En 1845, il comparaît devant le tribunal des faillites de Basinghall Street, dans la capitale.
John Charles Varrall meurt en 1855.

## Œuvres

Œuvres de John Charles Varrall
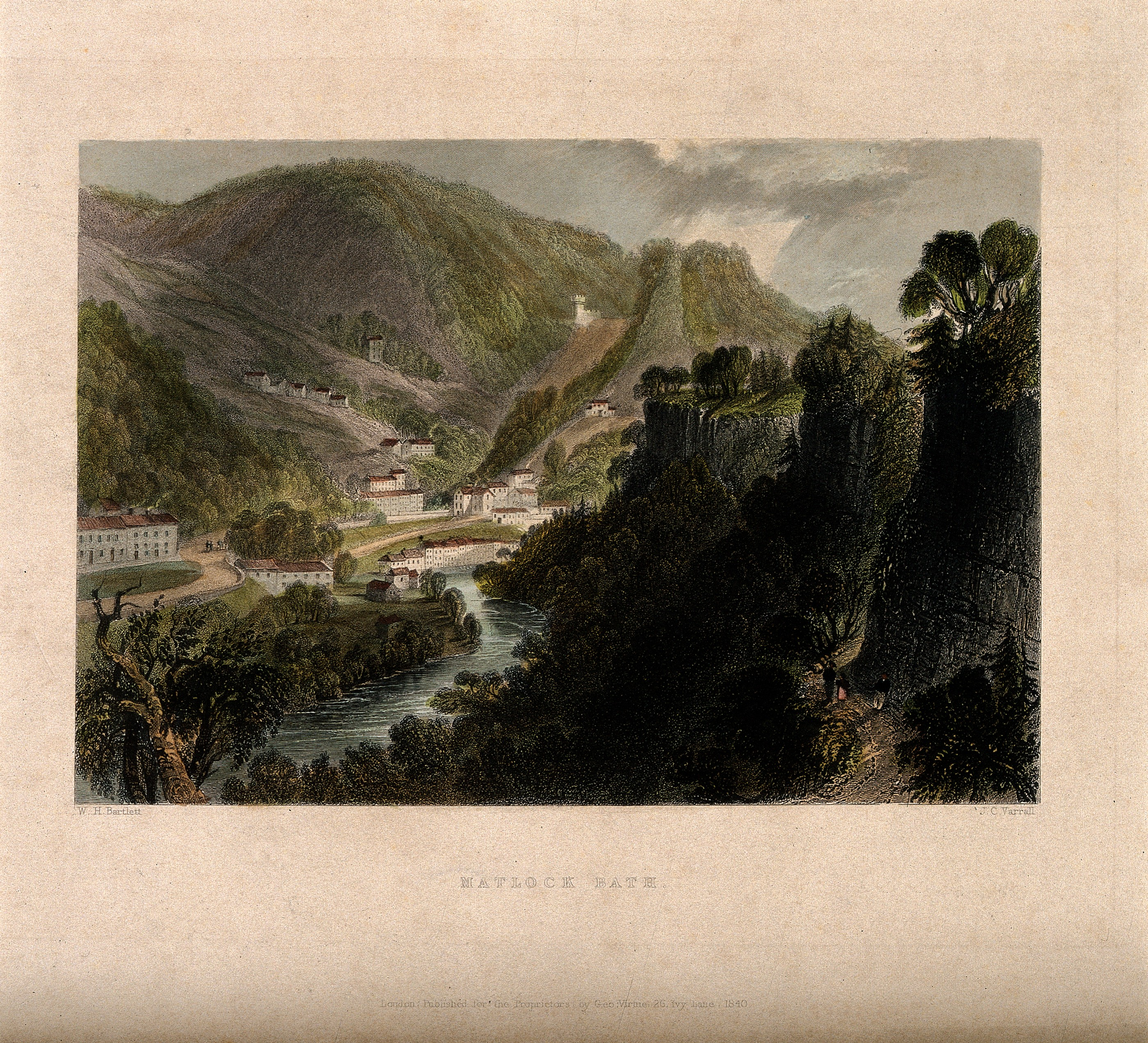
Matlock Bath from the hills, Derbyshire, gravure en couleurs de J. C. Varrall d'après William Henry Bartlett (1840, Wellcome Collection).
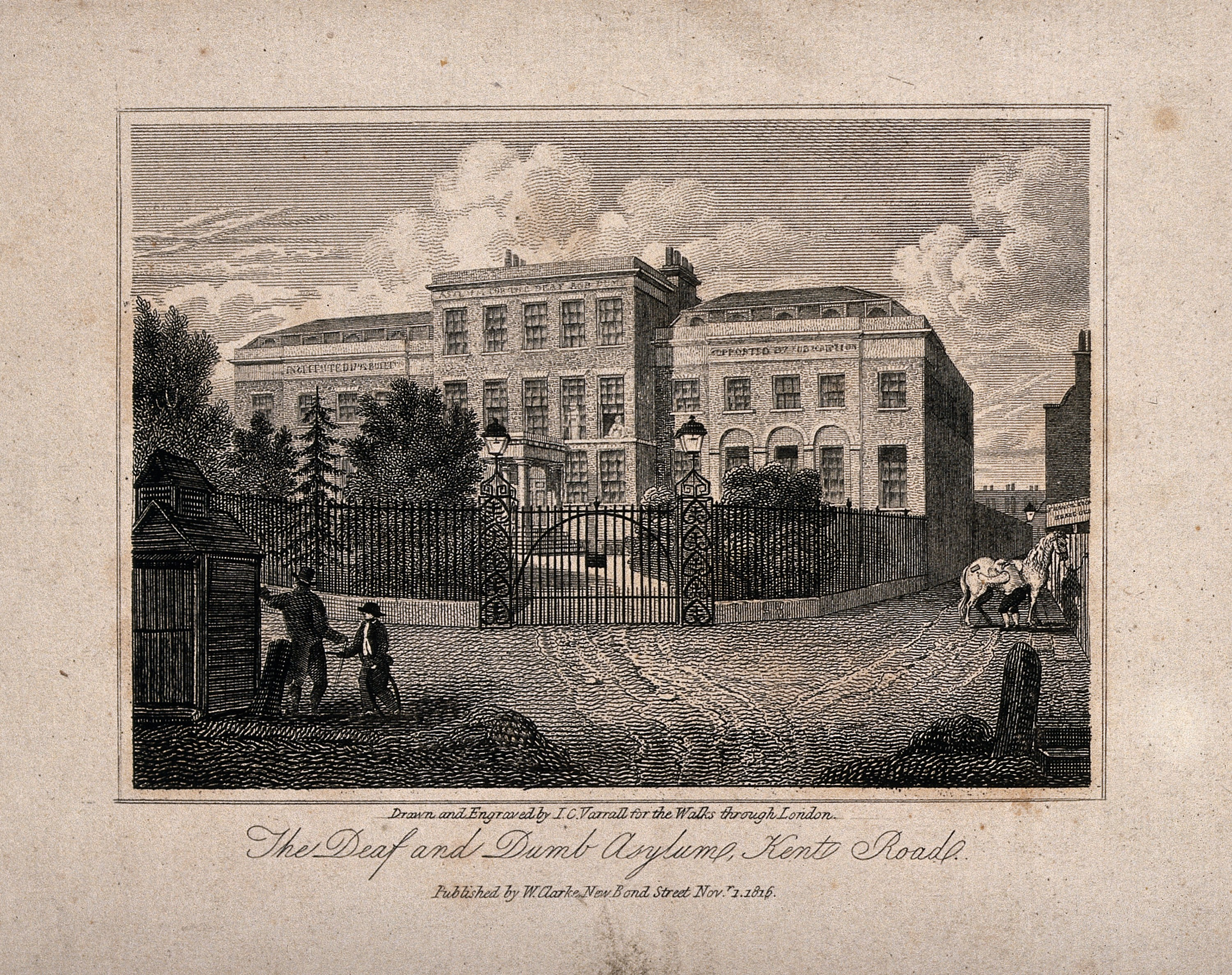
Asylum for the deaf and dumb, Camberwell (1822, Wellcome Collection).
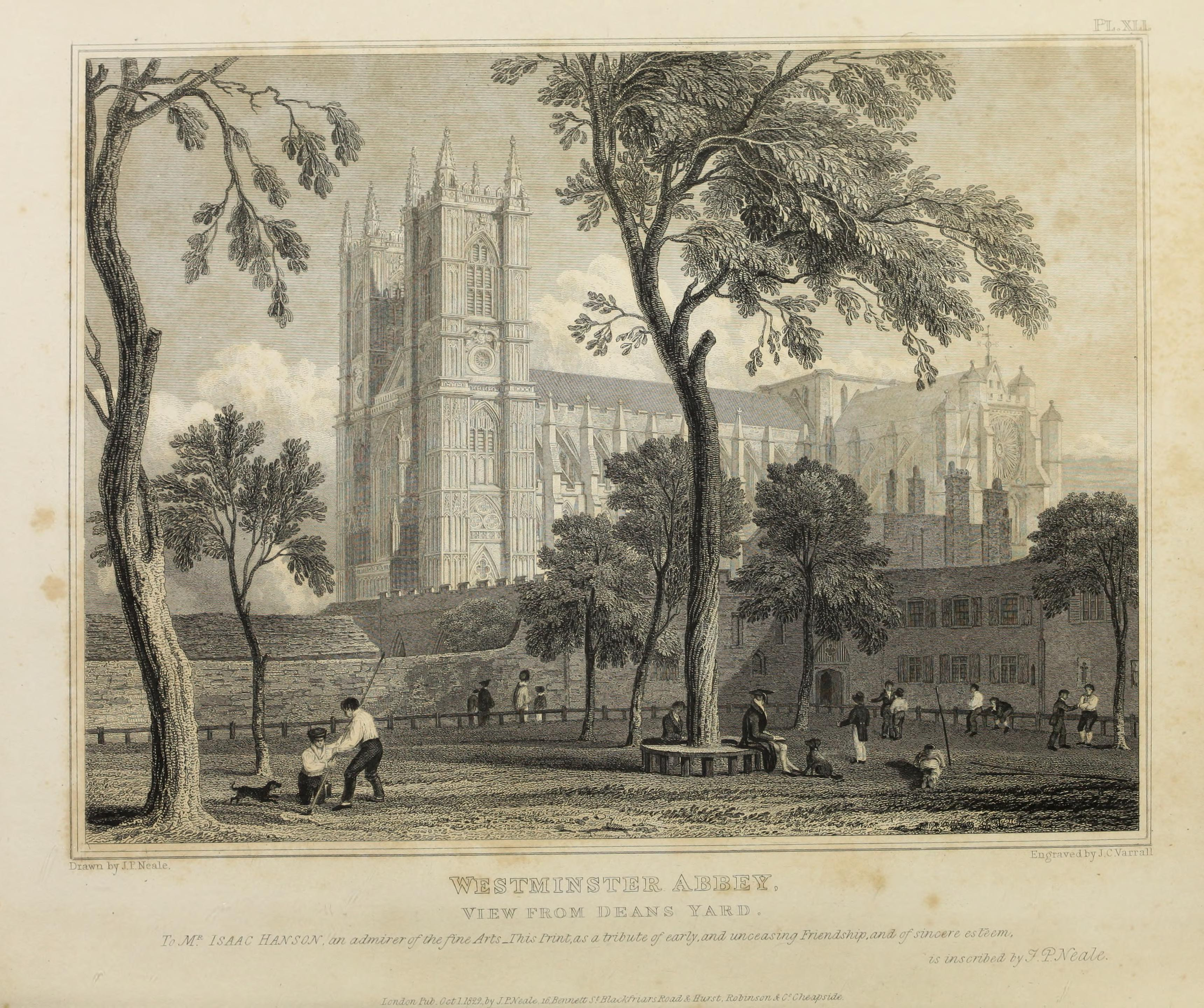
Illustration pour The history and antiquities of the abbey church of St. Peter, Westminster (VV. AA., 1818, voir image dans l'ouvrage en ligne).
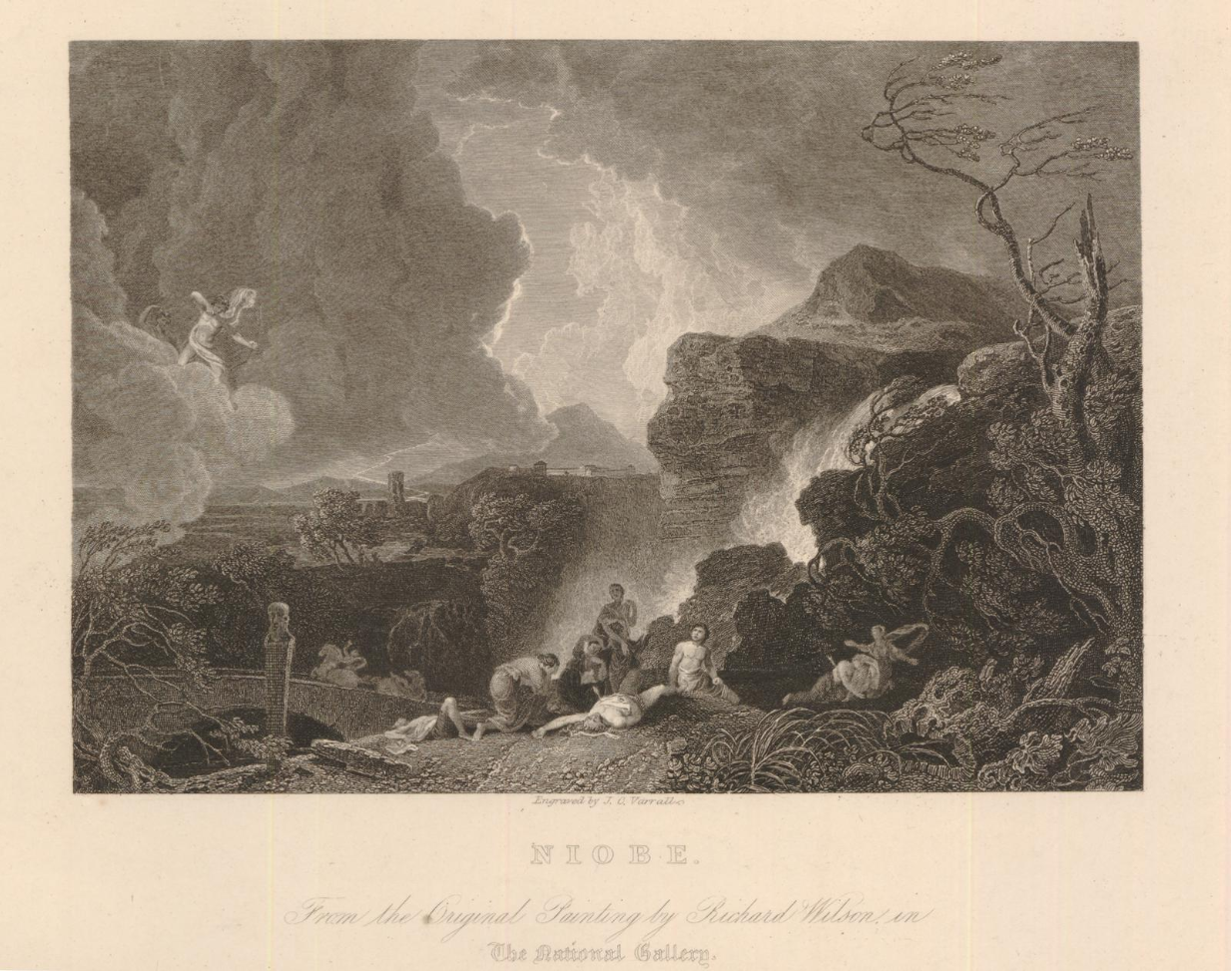
Niobe, de John Charles Varrall d'après Richard Wilson (1836, British Museum).

## Conservation
- Espagne
  - Bibliothèque nationale d'Espagne[5]
- États-Unis
  - Metropolitan Museum of Art[6]
- Royaume-Uni
  - British Museum[7]
  - Wellcome Collection[4]
  - National Trust Collections[8]
  - Victoria and Albert Museum[9]
- Russie
  - Musée de l'Ermitage[10]